# Bellaing
Bellaing – miejscowość i gmina we Francji, w regionie Hauts-de-France, w departamencie Nord.
Według danych na rok 1990 gminę zamieszkiwało 1335 osób, a gęstość zaludnienia wynosiła 390 osób/km² (wśród 1549 gmin regionu Nord-Pas-de-Calais Bellaing plasuje się na 472. miejscu pod względem liczby ludności, natomiast pod względem powierzchni na miejscu 808.).